# Zlatko Dupovac
Zlatko Dupovac (Sarajevo, Yugoslavia; 14 de julio de 1952 – Suiza; 3 de enero de 2025) fue un futbolista yugoeslavo que jugó en la posición de delantero.

## Equipos
| Periodo   | Club                           | Apariciones | Goles |
| --------- | ------------------------------ | ----------- | ----- |
| 1968-1969 | FK Radnik Hadžići              | 19          | 10    |
| 1969-1978 | FK Sarajevo                    | 120         | 17    |
| 1972–1973 | → FK Borac Banja Luka (cedido) | 28          | 9     |
| 1978–1979 | Brühl SG                       | 24          | 8     |
| 1979–1981 | FC St. Gallen                  | 39          | 18    |
| 1981–1987 | FC Wettingen                   | 61          | 20    |